# 本庄時次
本庄 時次（ほんじょう ときつぐ）は、鎌倉時代の武蔵国児玉党の武士。系図上での通称は太郎だが、本来は二郎と考えられる。官位は左衛門尉。家次系本庄氏の3代目。
複数の系図上では、13世紀中頃に活躍していた本庄朝次の長男として記され、その子息を本庄有次としているが、児玉党に関連する系図は、本宗家の長男を次男の子息とする改編が所々で見られ、有次の3人の弟の通称が、三郎助次、四郎重次、五郎氏次と記され、二郎の通称を持った弟が存在しない事からも、時次は朝次の次男と考えられ、有次の父ではなく、有次の弟と考えられている。有次の子息や孫が活躍した時代からも年代的には合致する。遵って、本来は「本庄太郎」ではなく、「本庄二郎（左衛門尉）時次」が正式名称となる。
出生地については、父朝次が居住した武蔵国秩父郡大滝村か、家次系本庄氏が地頭職を与えられていた備中国草壁荘の居館と考えられる。時次を朝次の次男と考えた場合、備中国へは移住しなかったとも考えられる。

## その他
- 時次が朝次の次男だとすれば、時次の本当の子息は不明と言う事になる。兄である有次の子息は、本格的に備中で活動した為、本庄氏から再び庄氏を名乗る様になった。時次の本当の子息が本庄氏を称していたとすれば、本庄＝本拠の庄氏説は確定的となる。
- 有次の父を朝次に求めた場合、時次はその弟と言う事になるが、朝次の5子の内、有次、時次、氏次の3子が、左衛門尉に任ぜられていた事になる。